# 宝石额蜂鸟
宝石额蜂鸟（学名：Heliodoxa aurescens），又称古氏蜂鸟，是雨燕目蜂鸟科的一种鸟类。
宝石额蜂鸟体重约6.4克，翼长约61毫米，嘴峰长约25.3毫米，喙宽度约2.6毫米，喙厚度约2.7毫米，跗蹠长约4.2毫米，尾长约34.6毫米。宝石额蜂鸟在其分布区内为留鸟，其栖息在密集的高大树木组成的森林中，食性为草食性，主要食物来源是植物的花蜜。
宝石额蜂鸟分布于哥伦比亚东部至玻利维亚北部、委内瑞拉南部和巴西亚马逊州西部。该物种是单型物种，没有亚种分化。